# Калинкинское сельское поселение
Кали́нкинское се́льское поселение — упразднённое муниципальное образование в Промышленновском районе Кемеровской области. Административный центр — деревня Калинкино.

## История
Калинкинское сельское поселение образовано 17 декабря 2004 года в соответствии с Законом Кемеровской области № 104-ОЗ. С 2019 - Калинкинский территориальный отдел.

## Население
| 2010  | 2011  | 2012  | 2013  | 2014  | 2015  | 2016  |
| ----- | ----- | ----- | ----- | ----- | ----- | ----- |
| 1412  | ↗1414 | ↘1392 | ↘1362 | ↘1305 | ↘1285 | ↘1253 |
| 2017  | 2018  | 2019  |       |       |       |       |
| ↘1233 | ↘1208 | ↘1194 |       |       |       |       |

## Состав сельского поселения
| № | Населённый пункт | Тип населённого пункта          | Население |
| - | ---------------- | ------------------------------- | --------- |
| 1 | Калинкино        | деревня, административный центр | 719       |
| 2 | Октябрьский      | посёлок                         | 254       |
| 3 | Портнягино       | деревня                         | 220       |
| 4 | Ушаково          | деревня                         | 219       |

## Экономика
- Калинкинский пивзавод (деревня Калинкино)